# Posens voetbalkampioenschap 1910/11
In 1910/11 werd het derde Posens voetbalkampioenschap gespeeld, dat georganiseerd werd door de Zuidoost-Duitse voetbalbond. Deutscher SV Posen werd kampioen en mocht deelnemen aan de Zuidoost-Duitse eindronde. Nadat de club ATV Liegnitz versloeg verloor de club in de halve finale van SC Germania Breslau. 

## Eindstand
| Plaats | Club               | Wed. | W | G | V | Saldo | Ptn |
| ------ | ------------------ | ---- | - | - | - | ----- | --- |
| 1.     | Deutscher SV Posen |      |   |   |   |       |     |
| 2.     | FC Britannia Posen |      |   |   |   |       |     |
| 3.     | FC Viktoria Posen  |      |   |   |   |       |     |
| 4.     | FC Wacker Posen    |      |   |   |   |       |     |
| 5.     | FC Union Posen     |      |   |   |   |       |     |

|  | Kampioen |